# Frei Caneca
Joaquim da Silva Rabelo, depois Frei Joaquim do Amor Divino Rabelo, popularmente conhecido como Frei Caneca (Recife, 20 de agosto de 1779 — Recife, 13 de janeiro de 1825), foi um escritor, clérico católico e político brasileiro. Esteve implicado na Revolução Pernambucana (1817) e foi líder e mártir da Confederação do Equador (1824). Como jornalista, esteve à frente do Typhis Pernambucano. 
A seu respeito, refere Evaldo Cabral de Mello: "O homem que, na história do Brasil, encarnará por excelência o sentimento nativista era curiosamente um lusitano 'jus sanguinis'."
| “ | Quem bebe da minha "caneca" tem sede de liberdade! | ” |

## Biografia

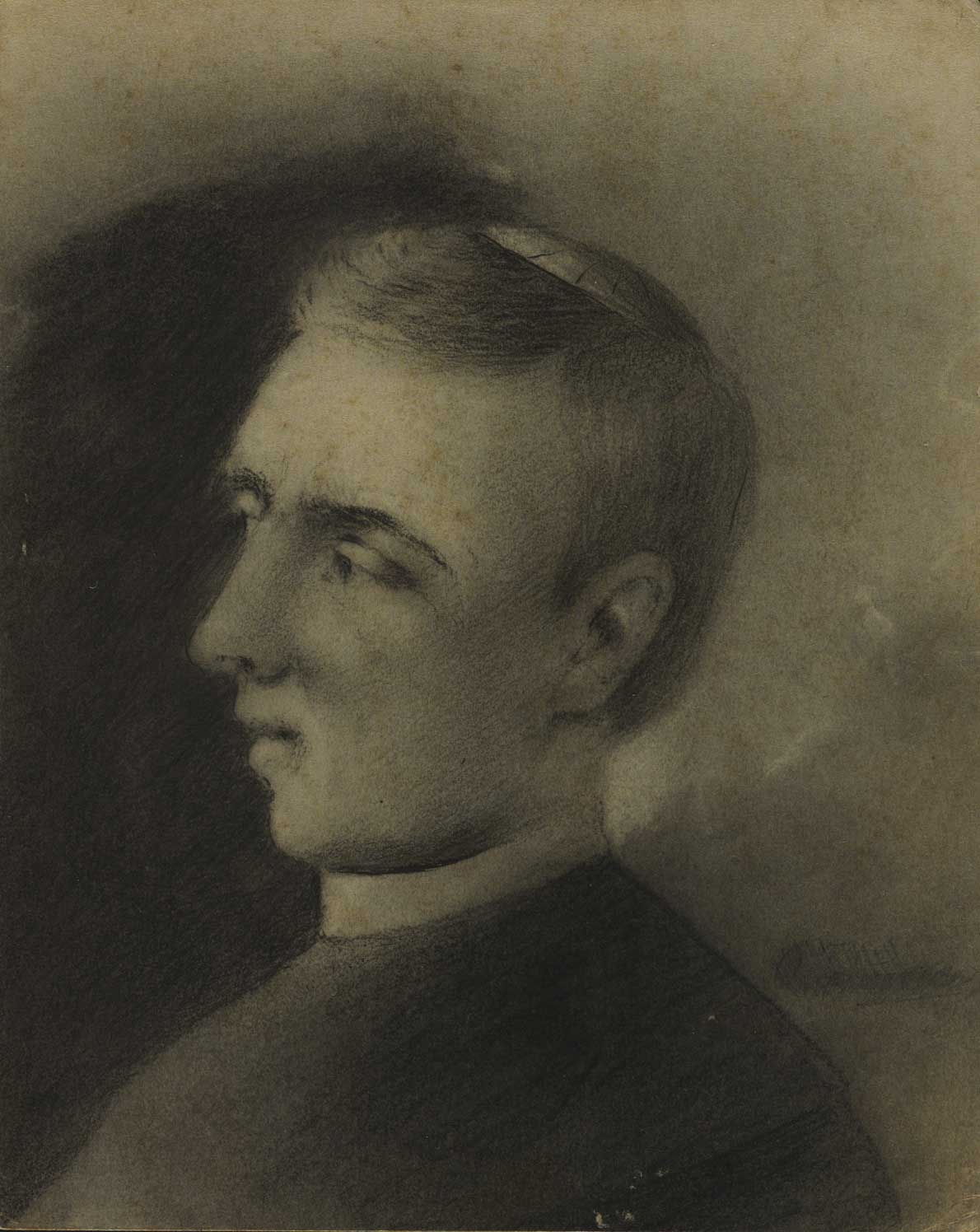
Frei Caneca

De família humilde, desde cedo demonstrando inteligência viva e grande força moral. Era filho primogênito de um tanoeiro português, Domingos da Silva Rabelo, e de sua esposa, Francisca Maria Alexandrina de Siqueira. A família residia na cidade do Recife, mais precisamente no povoado de Fora-de-Portas, edificado ao tempo das invasões holandesas para o serviço do porto, de vocação artesanal e marcadamente portuguesa. A sua mãe tinha um primo carmelita, o que pode explicar que se tenha tornado noviço do Carmo e tomado o hábito em 1796, no Convento de Nossa Senhora do Carmo, onde professou no ano seguinte (1797).
Ordenou-se em 1801, com a necessária dispensa apostólica de idade, pois tinha 22 anos, e passou a ser conhecido como Joaquim do Amor Divino Caneca, sendo este último nome uma homenagem ao seu pai, que fabricava vasilhames. Criando o Seminário de Olinda, obteve autorização para cursar ali as disciplinas que a Ordem não lhe havia oferecido. Frequentava a biblioteca do Seminário e a dos Oratorianos, em Recife, formando a sua notável erudição. Em 1803 foi nomeado professor de Retórica e Geometria de seu convento, onde lecionou posteriormente Filosofia racional e moral. A partir de certo momento, o "seu interesse extrapolou os muros do claustro, como indica seu provimento na cadeira pública de geometria da comarca de Alagoas". Ali permaneceu pouco tempo, dada a perspectiva de nomeação para idêntica cadeira no Recife, a qual não se concretizou pela Revolução de 1817.
Joaquim do Amor Divino Rabelo foi iniciado maçom na Loja Maçônica Academia de Suassuna e posteriormente filiado a Loja Maçônica Academia do Paraíso, que tiveram, elas ambas, suas colunas reerguidas pelo Grande Oriente Independente de Pernambuco.
De ideias liberais, partilhava ideias republicanas e frequentou a Academia do Paraíso, um dos centros de reunião daqueles que, influenciados pela Revolução Francesa e pela independência dos EUA, conspiravam contra o jugo português.

## Movimentos e Revoltas Políticas

### Movimento em Pernambuco e prisão na Bahia
Participou ativamente da chamada Revolução Pernambucana (1817), que proclamou uma República e organizou o primeiro governo independente na região. Não há referência a participação sua, diz Cabral de Mello, "nos acontecimentos inaugurais da sedição de 6 de março, como a formação do governo provisório. Assim é que da relação dos eleitores que o escolheram, não consta seu nome. Sua presença só se detecta nas últimas semanas de existência do regime, ao acompanhar o exército republicano que marchava para o sul da província a enfrentar as tropas do conde dos Arcos, ocasião em que, segundo a acusação, teria exercido de capitão de guerrilhas." Era conselheiro do exército republicano do sul, comandado pelo coronel Suassuna.

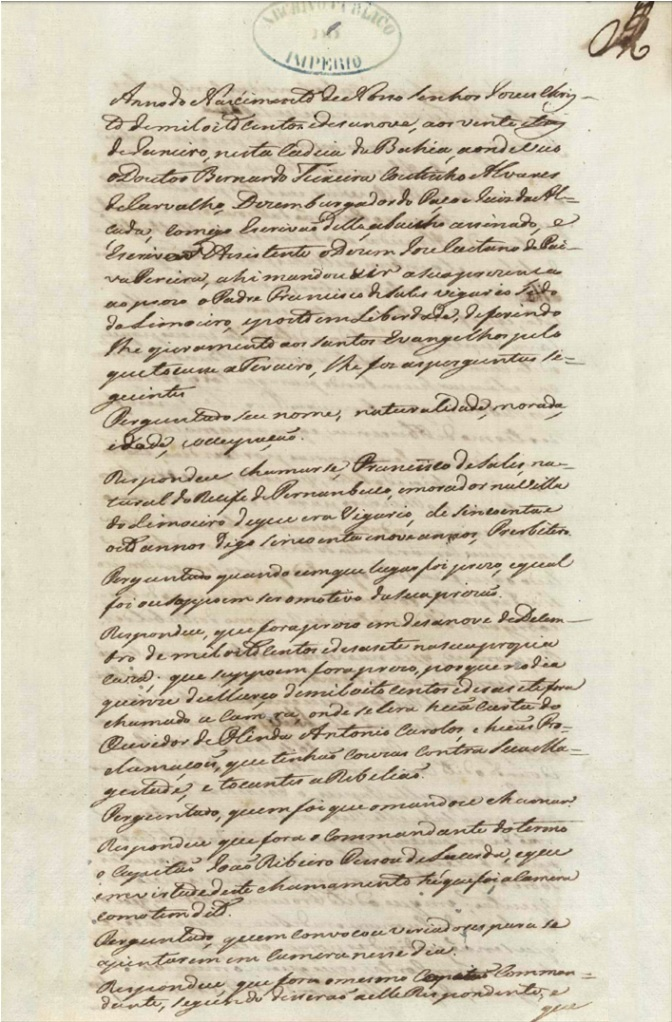
Página do processo de julgamento dos líderes da Revolução Pernambucana, 1819. Arquivo Nacional

"Com uma pesada corrente de ferro no pescoço o prisioneiro ia andando devagar. Estava descalço, usava uma batina suja e rasgada, vigiado por soldados bem armados. Em direção ao porto, caminhava em silêncio. A Revolução Pernambucana tinha sido esmagada, mas a ideia de libertar a província do poder central estava cada vez mais viva."
Com a derrota do movimento, foi preso e enviado para Salvador, na Bahia. Ali passou quatro anos detido, dedicando-se à redação de uma gramática da língua portuguesa.

### Retorno a Pernambuco
Libertado em 1821, no contexto do movimento constitucionalista em Portugal, Frei Caneca voltou a Pernambuco e retomou as atividades políticas. Durante a sua viagem, chegou a ser detido ainda na antiga cadeia de Campina Grande, na Paraíba.
Em 1821 esteve implicado no chamado movimento de Goiana, uma segunda sedição emancipacionista que, com apoio dos principais proprietários da mata norte e algodoeira da província, proclamou adesão às Cortes de Lisboa. Um exército de milícias rurais e da tropa de primeira linha marchou contra o Recife, sem ocupar a cidade. Os goianistas tampouco conseguiram adesão substancial na mata sul. A "Convenção do Beberibe" consagrou em setembro o "status quo", prevendo que as juntas de Recife e de Goiana continuariam a atuar nas áreas sob seu controle, à espera de decisão das Cortes. Estas determinaram a eleição de uma Junta Provisória e foi instalado o primeiro governo autônomo da província em outubro de 1821.

### A Junta Governativa de Gervásio
Frei Caneca apoiou a formação da primeira Junta Governativa de Pernambuco, presidida por um comerciante, Gervásio Pires Ferreira, que o nomeou para a cadeira pública de geometria da vila do Recife. Foi uma Junta muito recifense, em que o poder veio ao clero, às camadas urbanas, ao comércio, às Forças Armadas, às profissões liberais — as forças derrotadas em 1817. Gervásio foi a figura dominante de um governo que atuou para buscar o consenso, líder de um setor do comércio português já nacionalizado pela residência, pelo nascimento, por laços de família com a terra. E tinha pertencido ao governo do movimento de 1817, companheiro de Frei Caneca nas prisões da Bahia.
Em 1822 Frei Caneca, que apoiou com entusiasmo a Junta, redigiu a "Dissertação sobre o que se deve entender por pátria do cidadão e deveres deste para com a mesma pátria". Queria dar formulação teórica a um dos principais objetivos de Gervásio, conciliar o comércio português da província com a nova ordem de coisas. Sua principal tese é a de que os portugueses domiciliados na terra e a ela ligados por vínculos de família e dos interesses deviam ser considerados tão pernambucanos quanto os naturais da terra.
O dilema era entretanto grande. Diz Evaldo Cabral de Mello, página 25 da obra citada: "As Cortes de Lisboa, por um lado, e a regência de D. Pedro, por outro, encarnavam, em termos das aspirações de 1817, opções igualmente legítimas, se bem que incompletas e contraditórias. Por um lado, o Soberano Congresso oferecia um regime liberal, sob uma monarquia constitucional, muito embora, a partir de fevereiro de 1822, ficasse claro no Brasil que elas cobrariam o preço da não restauração pura e simples do monopólio comercial, que era impossível ressuscitar, mas de um sistema preferencial para o comércio e a navegação portugueses. Por sua vez, a regência do Rio prometia a liberdade de comércio e a Independência mas com a fatura previsível da construção de um regime autoritário baseado no centro-sul."
O governo de Gervásio tentou ganhar tempo, à espera de uma conjuntura que lhe permitisse salvar ambas as opções, sem descartar inteiramente a separação tanto de Lisboa quanto do Rio. (A Junta será anatemizada de Varnhagen a José Honório Rodrigues, acusada de carecer de sentimento nacional; sua defesa será feita por Barbosa Lima Sobrinho).
Sob a pressão de um motim castrense, a junta de Gervásio Pires Ferreira foi coagida a aderir à causa do Rio de Janeiro e terminou deposta por uma quartelada, formando-se um governo denominado "governo dos matutos", em outubro de 1822.

### A Junta dos Matutos
Em 23 de setembro de 1822 foi eleita a chamada "Junta dos Matutos", que substituiu a Junta gervasiana. Seu governo se estenderia até dezembro de 1823. Era dominado por representantes da grande propriedade territorial. Membros eleitos da Junta foram, como presidente, Afonso de Albuquerque Maranhão, como secretário José Mariano de Albuquerque, e como membros Francisco Pais Barreto, o morgado do Cabo; Francisco de Paula Gomes dos Santos, Manuel Inácio Bezerra de Melo, Francisco de Paula Cavalcanti de Albuquerque e João Nepomuceno Carneiro da Cunha.
É ao tempo do governo dos Matutos que verdadeiramente frei Caneca ingressou na liça ideológica. Datam de então, diz Cabral de Mello, sua polêmica com José Fernandes Gama e seu sobrinho, o Desembargador Bernardo José da Gama, cabeças da conspiração que derrubara Gervásio, e as "Cartas de Pítia a Damão". Tendo ficado comprometidos na ´Pedrosada´, tentativa frustrada de derrubar a Junta dos Matutos, os Gamas tentaram recuperar-se na corte e delataram o que chamavam facção republicana da província, elaborando uma lista de pessoas na qual figurava o frade.
Segundo a mesma obra, página 15: "Frei Caneca passou à oposição, sem combatê-la, porém, frontalmente, preferindo empenhar-se contra o grupo que, no Rio de Janeiro, pretendia ditar a sorte da província. Frei Caneca pronunciou mesmo a oração gratulatória por ocasião da cerimônia de ação de graças, na igreja do Corpo Santo, pela aclamação de Pedro I como imperador. Só a partir da constituição do governo de Manuel de Carvalho Pais de Andrade que, sete meses depois da posse proclamará a Confederação do Equador, há sinais de colaboração estreita do frade com o poder, mas ainda sob a forma de atividade jornalística e, esporadicamente, dando seu parecer sobre algumas das grandes decisões que deveria tomar o governo."
A primeira de suas Cartas saiu a 17 de março de 1823, logo após a ´Pedrosada´. Eram publicadas no Correio do Rio de Janeiro, periódico de propriedade de João Soares Lisboa, que participaria da Confederação do Equador, morrendo em 30 de setembro de 1824, ferido em combate durante sua fuga pelo interior de Pernambuco ao lado de frei Caneca e seus demais companheiros.
Este Pedrosa, ou Pedro da Silva Pedroso, era o governador das armas da província que refez contra Pais Barreto a aliança que derrubara Gervásio, sem que se pudesse destitui-lo, pelo apoio recebido dos Gama, na corte.
Frei Caneca nunca combateu a Junta dos Matutos, composta de representantes da mata norte e sul da província, cujos interesses eram divergentes. Preferiu centrar fogo contra a facção pernambucana da Corte que endossava a política pessoal do imperador, seja sob José Bonifácio, seja sob seus sucessores.
Quanto à Pedrosada, a devassa instaurada pronunciou Pedrosa e Paula Gomes, membro do governo, e José Fernandes Gama, mas a proteção imperial fez com que nenhum fosse punido. Dividida e desmoralizada, a Junta dos Matutos arrastou uma triste resistência até dezembro de 1823 quando renunciou. Enfrentava de um lado a oposição dos antigos gervasistas reunidos ao redor do intendente da Marinha Manuel de Carvalho Pais de Andrade e de Cipriano Barata, que regressara das Cortes de Lisboa; do outro, as pressões do Rio de Janeiro, que exigia de Pernambuco as quantias mensais do tempo do rei e ainda mais dois milhões, equivalentes às remessas feitas para Portugal após a partida do rei.

### A Confederação do Equador
É indispensável conhecer-se o contexto político e provincial das obras políticas de Frei Caneca, a situação em que viviam Pernambuco e as demais províncias, para entender o movimento que representou a Confederação do Equador — abafado sob ´o peso da tradição saquarema na historiografia brasileira da Independência´, ou seja, o que Evaldo Cabral de Mello chama ´a historiografia da corte fluminense e dos seus epígonos na República´ que reivindicam para as três grandes províncias do Sudeste o papel de construtores da nacionalidade. O ciclo revolucionário pernambucano não pode, é claro, ser considerado separatista — mas a presunção de separatismo foi consequência do hiato ocorrido entre o processo de emancipação no Sudeste e no Nordeste. No Rio, diz Cabral de Mello, ´a Independência começou como uma disputa entre absolutistas e liberais em torno da organização do Reino Unido e mesmo depois não se cogitou de separação de Portugal mas tão-somente de preservação dos status adquirido pelo Brasil no interior do Império lusitano. A situação era muito diferente no Nordeste, onde a Independência já começou com uma disputa entre colônia e metrópole, com a diferença de que esta última já não estava em Lisboa mas no Rio de Janeiro…
Em 1823 durante o movimento conhecido como ´Pedrosada´, Frei Caneca redigiu "O Caçador" e as "Cartas de Pítia a Damão". Diz Cabral de Mello, página 29 da obra citada: "Na euforia que se seguiu à revolução liberal do Reino, as expectativas do comércio e da lavoura no tocante à redução da carga fiscal não eram menores do que no resto do Brasil. Eram talvez maiores, de vez que com a instalação da corte em 1808 ela fora sobrecarregada de novos tributos destinados inclusive à iluminação pública do Rio, prontamente revogados pela junta de Gervásio. (…) O estado de falência a que ficara reduzido o Banco do Brasil com o regresso de d. João VI e a criação das juntas provinciais haviam limitado seriamente a ação da Corte, que só dispunha dos recursos da alfândega e da província do Rio, de vez que as demais províncias também negaceavam. Destarte, a adesão do Norte ao imperador era sobretudo uma questão de premente caráter financeiro, o café não proporcionando até os meados dos anos 30 a principal rubrica da receita fiscal, a qual devia provir, por conseguinte, do açúcar e do algodão, produtos predominantemente nortistas."
Em 1824, quando D. Pedro I dissolveu a assembleia nacional constituinte, passando a ter-se uma nova constituição outorgada no Brasil. As lutas políticas que opunham o poder local ao Império tomavam vulto cada vez maior em Pernambuco. No dia 2 de julho de 1824, os líderes pernambucanos romperam definitivamente com o poder central. Anunciaram a formação de uma nova república — a Confederação do Equador — e pediram a adesão das outras províncias do Norte e Nordeste.
O movimento, no entanto, não obteve o apoio necessário. A adesão dos países estrangeiros, a princípio esperada, também não foi adiante. O movimento acabou sufocado, depois de muitas lutas sangrentas.
D. Pedro I suspendeu as garantias constitucionais na província, punindo-a territorialmente pois amputou a comarca do São Francisco que constituía a margem esquerda do rio São Francisco, hoje incorporada ao território da Bahia. O Recife foi submetido a bloqueio naval, desta vez pelo almirante Cochrane, que canhoneou a cidade. Pernambuco foi invadido pelo sul pelas tropas do brigadeiro Lima e Silva — a mata sul canavieira permaneceu indiferente — e a 12 de setembro de 1824 seus soldados ocuparam Recife.
Outra vez derrotado, refugiou-se com parte das tropas no interior, indo para o norte, rumo ao Ceará. Esteve no distrito, hoje município, de Abreu e Lima, de onde, pouco depois, fugiu para o Ceará. Nessa ocasião, escreveu o "Itinerário do Ceará".
Evaldo Cabral de Mello considera que seria mais apropriado, em vez de republicanismo pernambucano, considerar seu autonomismo. ´O projeto da revolução era antigo em Pernambuco´, comentaria posteriormente o desembargador da Alçada que julgou o movimento. Havia "uma releitura da história provincial à luz da modernidade revolucionária representada pela filosofia política do século das luzes e da Revolução Francesa". Para Frei Caneca e o Partido Brasileiro-Autonomista, escarmentados pelo fracasso republicano em 1817, "a autonomia provincial tinha prioridade sobre a forma de governo". Estariam prontos a entrarem num compromisso com o Rio, o qual, em troca da aceitação do regime monárquico, daria amplas franquias às províncias. Não haveria porque rejeitar a monarquia, desde que autenticamente constitucional e desde que preservasse as franquias. A leitura do jornal de Cipriano Barata, "A Sentinela da Liberdade", desmente as acusações de republicanismo.
Em 1824 Frei Caneca se tornou um dos conselheiros de Manuel de Carvalho Pais de Andrade, opinando contra o reconhecimento de Francisco Pais Barreto, o morgado do Cabo, como presidente de Pernambuco. Opinou pela invasão de Alagoas, com vistas a debelar as forças contra-revolucionárias do morgado do Cabo; e contra o juramento da Constituição outorgada por D. Pedro I. Diz Evaldo Cabral de Mello que "Frei Caneca subestimava os meios à disposição da Corte do Rio, superestimando, por outro lado, a vontade local de resistência ao despotismo fluminense (…)".
Tomou parte, com Cipriano Barata, como um dos líderes na Confederação do Equador, movimento republicano e separatista. Seus argumentos não se dirigiam contra o imperador mas contra o que considerava a derrapagem autoritária de José Bonifácio. Após o 7 de Setembro, "o acirramento da luta entre José Bonifácio e os liberais da Corte havia levado à censura da imprensa, com o fechamento de jornais e o atentado contra o diretor da Malagueta, e à prisão de mais de 300 indivíduos, os mesmos que se haviam batido pela Independência desde a partida de D. João VI". Havia outras razões de insatisfação: as exigências do erário fluminense, o projeto de Constituição divulgado pelo Correio Braziliense em setembro de 1822, a criação do batalhão de suíços, a fundação do Apostolado, a instituição da Imperial Ordem do Cruzeiro, vista como "o clube dos aristocratas servis".

## O Typhis Pernambucano
Em 25 de dezembro de 1823 circulou o primeiro número do "Typhis Pernambucano", jornal que seria a trincheira de frei Caneca até à liquidação da Confederação. De sua leitura depreende-se que ainda considerava culpados da situação o Partido Português do Rio e o ministério que sucedera ao de José Bonifácio. A dissolução da Assembleia tomara Pernambuco de surpresa mas "de 2 de julho em diante a história da Confederação se tornou a narrativa de uma derrota".
Ele assimilou os modelos do jornalismo panfletário e deu um tom pessoal às ideias dos filósofos franceses do Iluminismo, como Montesquieu e Rousseau. Logo, os temas políticos dominaram a carreira literária de Frei Caneca, que era de oposição ao governo central conservador.

## Prisão e execução

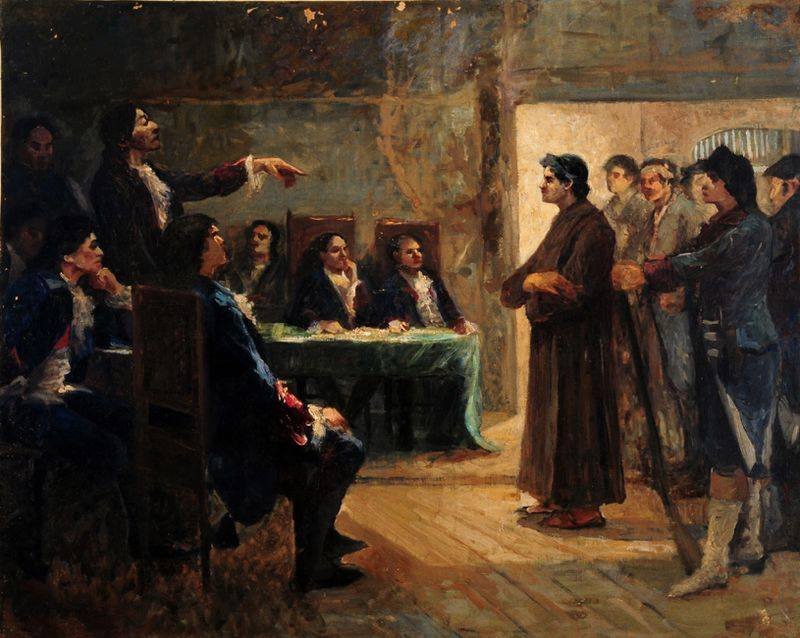
Estudo para Frei Caneca, de Antônio Parreiras (1918).

Foi detido no exercício de suas funções de Secretário das tropas sublevadas, das quais era também orientador espiritual, pelas tropas imperiais a 29 de novembro, sendo conduzido para o Recife.
Foi preso e levado para um calabouço. No dia de Natal do mesmo ano, foi transferido de sua cela a uma sala incomunicável, para receber a sentença. Muito foi feito para que Caneca não fosse executado. Houve petições, manifestações de ordens religiosas, pedidos de clemência. Em vão.
Em 18 de Dezembro de 1824 ali foi instalada uma comissão militar sob a presidência do coronel Francisco de Lima e Silva (pai do futuro Duque de Caxias) para proceder ao seu julgamento sob a acusação do crime de sedição e rebelião contra as imperiais ordens de sua Majestade Imperial. Com plenos poderes para julgar e condenar sumariamente, o acusado foi condenado à morte por enforcamento. O próprio condenado descreveu o seu julgamento:
"No dia 20 fui eu conduzido perante o assassino tribunal da comissão de que eram membros o general Francisco de Lima e Silva, presidente; juiz relator, Tomás Xavier Garcia de Almeida; e vogais, o coronel de engenharia Salvador José Maciel, o tenente-coronel de caçadores Francisco Vicente Souto; o coronel de caçadores Manuel Antônio Leitão Bandeira; o conde de Escragnolle, que foi o meu interrogante."

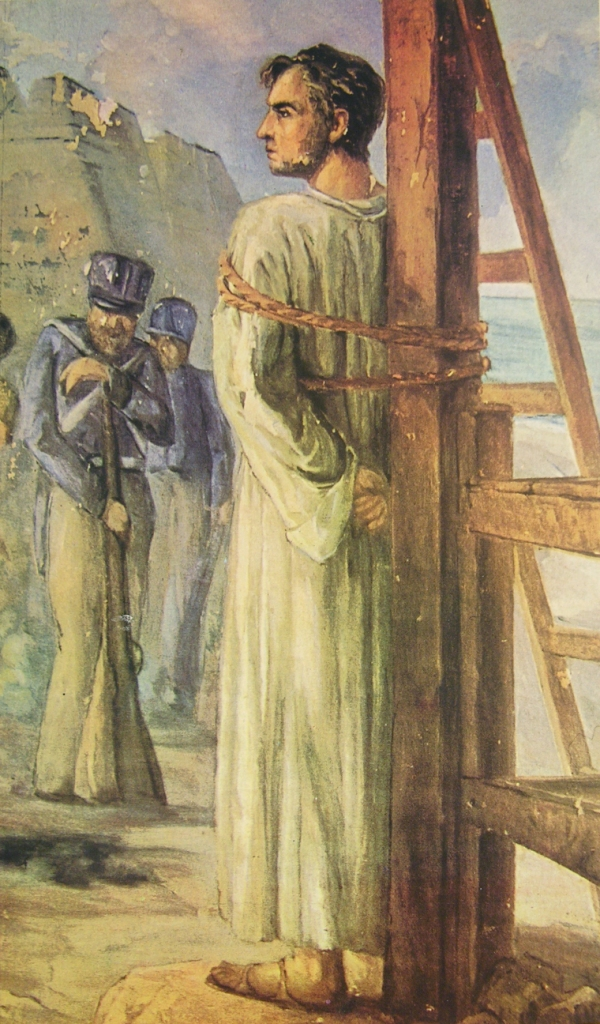
A Execução de Frei Caneca, 1924. Óleo sobre tela de Murillo La Greca. Acervo do Museu Murillo La Greca (Recife).

Nos autos do processo, Frei Caneca é indiciado como um dos chefes da rebelião, "escritor de papéis incendiários", sendo os dois outros chefes, Agostinho Bezerra Cavalcanti, capitão de granadeiros e comandante do 4º Batalhão de Artilheiros Henriques, e Francisco de Souza Rangel, por ser do corpo de guerrilha e achado com os dois primeiros.
Ao todo foram executados onze confederados, dos quais três no Rio de Janeiro. O primeiro deles foi frei Caneca.
A 13 de janeiro de 1825, foi armado o espetáculo do enforcamento diante dos muros do Forte das Cinco Pontas. Despojado do hábito religioso, ou seja, "desautorado das ordens" na igreja do Terço, na forma dos sagrados cânones", ainda assim tendo três carrascos que se recusaram a enforcá-lo. A Comissão Militar ordenou seu arcabuzamento (Ação ou efeito de assassinar ou machucar através de tiros), ("visto não poder ser enforcado pela desobediência dos carrascos"), atado a uma das hastes da forca, por um pelotão sob o comando do mesmo oficial. Seu corpo foi colocado num caixão de pinho e deixado no centro do Recife, em frente ao Convento das Carmelitas, junto a uma das portas, de onde os padres o recolheram e enterraram em um local até hoje não identificado.
O muro contra o qual o religioso foi fuzilado, vizinho ao Forte das Cinco Pontas, continua de pé. O local está marcado por um busto e por uma placa alusiva, colocada pelo Instituto Arqueológico, Histórico e Geográfico Pernambucano em 1917. Da iconografia sobre Frei Caneca, a obra mais conhecida do público é Execução de Frei Caneca, de Murillo La Greca.

## Cultura
O poeta e escritor João Cabral de Melo Neto descreveu, em versos, o último dia de Frei Caneca, em sua obra O Auto do Frade. Seu irmão, o historiador Evaldo Cabral de Mello, foi o organizador e redigiu a introdução ao livro Frei Joaquim do Amor Divino Caneca Coleção Formadores do Brasil, Editora 34, Ltda., 2001, intitulada Frei Caneca ou a Outra Independência. Quanto aos demais protagonistas, conta Evaldo Cabral de Mello, que Manuel de Carvalho se refugiou a bordo de uma fragata inglesa, indo viver em Londres, de onde só retornará após a abdicação para reiniciar uma carreira política que o levaria à presidência de Pernambuco e ao Senado do Império. O poeta Natividade Saldanha, secretário da Junta, asilou-se na Venezuela e depois em Bogotá, onde exerceu a advocacia e morreu em 1830.